# Дьяков, Виктор Семёнович
Ви́ктор Семёнович Дья́ков (12 сентября 1938, Алма-Ата — 10 сентября 2016, Екатеринбург) — советский и российский тренер по волейболу. Работал тренером в командах АДК, «Уралочка», тренер-преподаватель СДЮСШОР «Уралочка» и Училища олимпийского резерва № 1 в Екатеринбурге, заслуженный тренер РСФСР и Казахской ССР. В последние два десятилетия возглавлял екатеринбургскую команду по волейболу сидя «Родник», с которой выиграл множество титулов и наград. Главный тренер национальной сборной России по волейболу сидя.

## Биография
С детства увлекался спортом, в младших классах школы играл в футбол и занимался спортивной гимнастикой. Участвовал в соревнованиях, в частности становился призёром первенства города по спортивной гимнастике среди детей своего возраста. В восьмом классе школы сделал выбор в пользу волейбола, проходил подготовку под руководством мастера спорта Бориса Николаевича Дмитриева. Уже в школьные годы имел некоторые успехи, в 1956—1957 годах от своего учебного заведения выступал на Всесоюзной спартакиаде школьников.
По окончании школы поступил в Казахский государственный институт физической культуры и начал играть за алма-атинскую волейбольную команду мастеров «Буревестник» (позже «Автомобилист» и «Дорожник»), которая выступала в высшем дивизионе первенства Советского Союза. Выполнил норматив мастера спорта по волейболу. В 1961 году получил диплом о высшем образовании, но команду не покинул — оставался в ней вплоть до завершения спортивной карьеры в 1969 году.
После завершения карьеры спортсмена перешел на работу тренером-преподавателем в женской команде АДК, подготовил здесь многих талантливых спортсменок, в 1975 году признан заслуженным тренером Казахской ССР. Наибольшего успеха с АДК добился в сезоне 1984 года, когда клуб впервые в своей истории одержал победу на чемпионате СССР — с этого момента по приглашению знаменитого тренера Николая Карполя переехал на постоянное жительство в Свердловск и стал тренером в одном из сильнейших клубов страны «Уралочка». По итогам сезона 1988 года удостоился звания «Заслуженный тренер РСФСР». Начиная с 1991 года работал детским тренером в свердловской Специализированной детско-юношеской школе олимпийского резерва «Уралочка» и в Училище олимпийского резерва № 1.
В середине 1990-х годов возглавил команду областного клуба инвалидов «Родник», специализирующуюся на паралимпийском виде спорта волейболе сидя. Добился с этой командой значительных успехов, неоднократно приводил её к победе на чемпионатах России, попадал в призы на Кубках европейских чемпионов, Кубках мира и чемпионатах Европы. Одно из самых серьёзных его достижений на этом поприще — третье место на летних Паралимпийских играх 2008 года в Пекине. Также возил команду на Паралимпиаду 2012 года в Лондоне, здесь его подопечные стали четвёртыми.
Похоронен на Лесном кладбище Екатеринбурга.

## Награды и звания
За большой вклад в подготовку выдающихся отечественных волейболистов в 2010 году награждён медалью ордена «За заслуги перед Отечеством» II степени, имеет среди наград нагрудный знак «Отличник физической культуры и спорта» и почётный знак «За заслуги в развитии физической культуры и спорта».